# Латеральне мислення
Латера́льне ми́слення — поняття для позначення непрямого та творчого підходу до розв'язання проблем. Термін був запропонований британським лікарем та спеціалістом із творчого мислення Едвардом де Боно в книзі Думати по-новому: використання латерального мислення (англ. New Think: The Use of Lateral Thinking, 1967). Латеральне мислення відрізняється від класичного наукового (вертикального) мислення тим, що відмовляється від оцінок реалістичності пропонованих розв'язків проблеми. Увага натомість фокусується на інноваційності ідей, які можуть стати лише проміжною ланкою для згодом реальних та оригінальних розв'язків. Отже, методики латерального мислення мають на меті збільшити відкритість до нового шляхом відмови від критики нових розв'язків.

## Техніки латерального мислення
Латеральне мислення включає в себе велику кількість методик творчості, розроблених де Боно. За допомогою різних прийомів ці техніки допомагають вийти з усталених схем мислення та дозволяють подивитися на проблему по-новому. Де Боно запропонував термін po (provocation operation — провокаційна операція) для позначення інтервенції в усталене мислення для виходу за його межі.
PMI (англ. plus-minus-interesting — плюс-мінус-цікаво). Техніка використовується для аналізу проблемних ситуацій та для прийняття рішень. У цій техніці проблема розглядається з трьох точок зору. Записуються її позитивні, а також негативні боки. Після цього виписуються ті аспекти проблеми, які є цікавими, в яких прихований певний потенціал. Використання цікавості як критерію оцінки проблеми є особливістю латерального мислення, оскільки воно виводить мислення із усталеного бінарного позитивно-негативного оцінного патерну і цілеспрямовано переводить увагу на ті аспекти проблеми, які зазвичай залишаються поза увагою. На аналіз позитивних, негативних та цікавих моментів приділяється однакова кількість часу.
Техніка шести капелюхів (англ. Six thinking hats) використовується для розгляду проблеми з шести різних точок зору. Учасники дискусії мислять по-різному, подумки вдягнувши кожен з шести капелюхів: білий — аналітичне мислення, червоний — емоційне мислення, чорний — критичне мислення, жовтий — оптимістичне мислення, зелений — творче мислення, синій — мислення у великій перспективі. У метафоричному розумінні, вдягаючи кожен з капелюхів, людина може поглянути на проблему з декількох точок зору і тим розкрити та розширити її сприйняття.
Боно виділив основні принципи латерального мислення: 1) усвідомлення ідей, які панують та є стереотипними; 2) пошук різних підходів до явищ та проблем; 3) звільнення з-під жорсткого контролю логічного мислення; 4) використання випадку; 5) розуміння того, що будь-яка точка зору на щось — це тільки одна з багатьох можливих точок зору; 6) виклад оцінки, судження; 7) генерування нових підходів.